# Let Turkish Airlines 981
Let Turkish Airlines č. 981 byl let společnosti Turkish Airlines z Istanbulu přes Paříž do Londýna 3. března 1974. Letadlo bylo typu McDonnell Douglas DC-10-10. Na palubě bylo 333 pasažérů a 13 členů posádky. Několik minut po startu se ozval výbuch. Posádka se marně snažila vyrovnat letadlo, které se nakonec zřítilo. Vyšetřování zjistilo konstrukční vadu dveří nákladového prostoru, kterou výrobce tajil. Ta způsobila, že dveře nevydržely a odtrhly se od letadla. To způsobilo explozivní dekompresi a poškození hydrauliky. Letadlo se stalo neovladatelným a zřítilo se blízko vesnice Ermenonville ve Francii.